# Henry Selby Clark
Henry Selby Clark (* 9. September 1809 bei Leechville, Beaufort County, North Carolina; † 8. Januar 1869 in Greenville, North Carolina) war ein US-amerikanischer Politiker. Zwischen 1845 und 1847 vertrat er den Bundesstaat North Carolina im US-Repräsentantenhaus.

## Werdegang
Henry Clark besuchte die öffentlichen Schulen seiner Heimat und studierte danach bis 1828 an der University of North Carolina in Chapel Hill. Nach einem anschließenden Jurastudium und seiner Zulassung als Rechtsanwalt begann er in Washington in diesem Beruf zu arbeiten. Gleichzeitig schlug er als Mitglied der Demokratischen Partei eine politische Laufbahn ein.
Zwischen 1834 und 1836 war Clark Abgeordneter im Repräsentantenhaus von North Carolina. Im Jahr 1842 war er Bezirksstaatsanwalt. Bei den Kongresswahlen des Jahres 1844 wurde er im achten Wahlbezirk von North Carolina in das US-Repräsentantenhaus in Washington, D.C. gewählt, wo er am 4. März 1845 die Nachfolge von Archibald Hunter Arrington antrat. Bis zum 3. März 1847 absolvierte er nur eine Legislaturperiode im Kongress, die von den Ereignissen des Mexikanisch-Amerikanischen Krieges geprägt war.
Nach seinem Ausscheiden aus dem US-Repräsentantenhaus zog Clark nach Greenville, wo er als Anwalt praktizierte. Dort ist er am 8. Januar 1869 auch verstorben.